# شيس برودي (سياسي)
شيس برودي (بالإنجليزية: Chic Brodie)‏ هو سياسي بريطاني، ولد في 8 مايو 1944. حزبياً، نشط في الحزب القومي الاسكتلندي والديمقراطيون الليبراليون. في الانتخابات النيابية العمومية الاسكتلندية 2011 ‏، انتخب عضو البرلمان الاسكتلندي الرابع ‏ عن دائرة اسكتلندا الجنوبية ‏ وقد انضم خلال فترته النيابية ‏ (5 مايو 2011 – 24 مارس 2016)  للكتلة البرلمانية الحزب القومي الاسكتلندي.